# Daniel (métropolite de Moscou)
Pour les articles homonymes, voir Daniel.
Daniel fut métropolite de Moscou et de toute la Russie de 1522 à 1539. Il est né avant 1492 et décédé le 22 mai 1547.